# Abū Ja'far al-Khāzin
Abu Jafar Muhammad ibn Hasan Khazini (né en 900 – mort en 971) est un astronome et mathématicien perse. Il a été l'un des scientifiques amené à la cour de Ray (Téhéran) par le dirigeant bouyide Azad o-dowleh. En 959-960, le vizir de Ray lui demande de mesurer l'inclinaison de l'écliptique.
L'un des travaux d'al-Khazin, Zij al-Safa'ih (pouvant se traduire par « Tables des disques de l'astrolabe ») a été grandement utilisé par ses successeurs et commenté comme étant le meilleur ouvrage du domaine. L'œuvre décrit certains instruments astronomiques dont un astrolabe particulièrement détaillé. L'instrument a été reproduit et perdu en Allemagne lors de la Seconde Guerre mondiale. Une photographie de ce dernier a été examinée par D. A. King dans son article New light on the Zij al-Safa'ih of Abu Ja'far al-Khazin.
Khazini a également écrit une critique de l'Almageste de Ptolémée dans laquelle il fait dix-neuf propositions.